# Unie
Unie [U-nì-e] (in croato Unije, in greco antico: Οινόη?, Oenòe), dal veneto "unìe" cioè unite, è un'isola del Quarnaro, in Croazia, situata nell'alto Adriatico al largo dell'isola di Lussino.
Amministrativamente appartiene al comune di Lussinpiccolo, nella regione litoraneo-montana.

## Geografia fisica
Unie è bagnata dalle acque del Quarnaro a ovest e a nord, dal canale di Unie (Unijski kanal) a est e dallo stretto Zapal Grande (prolaz Veli Žapal) a sud. Quest'ultimo separa Unie da Canidole Grande, mentre il canale omonimo la separa dall'isola di Lussino, da cui dista 4,295 km. Nel punto più ravvicinato, invece, dista dalla terraferma (punta Merlera sulla penisola d'Istria) 24,5 km.
Unie è un'isola che si estende in direzione nord-sud, leggermente arcuata e di forma irregolare. L'arco misura circa 11,2 km di lunghezza e 2,71 km di larghezza massima. Ha una superficie di 16,876 km² e uno sviluppo costiero di 38,059 km. A sud, su monte Calc (Kalk), raggiunge un'elevazione massima di 134 m s.l.m.
Le estremità dell'isola sono: punta Sottile (rt Lokunji) a nord, punta Pesni o Limaran (rt Pejni) a est, punta Grossa (rt Arbit) a sud e punta Art (rt Nart) a ovest.

### Coste
Le coste di Unie sono fortemente indentate: il versante orientale è più basso e ricco di lunghi promontori e insenature strette, profonde e accessibili, indentate a loro volta; il versante occidentale è invece più lineare, con spiagge e baie più piccole a sudovest (fa eccezione la larga valle di Unie) e scogliere che raggiungono i 50 m a nordovest.

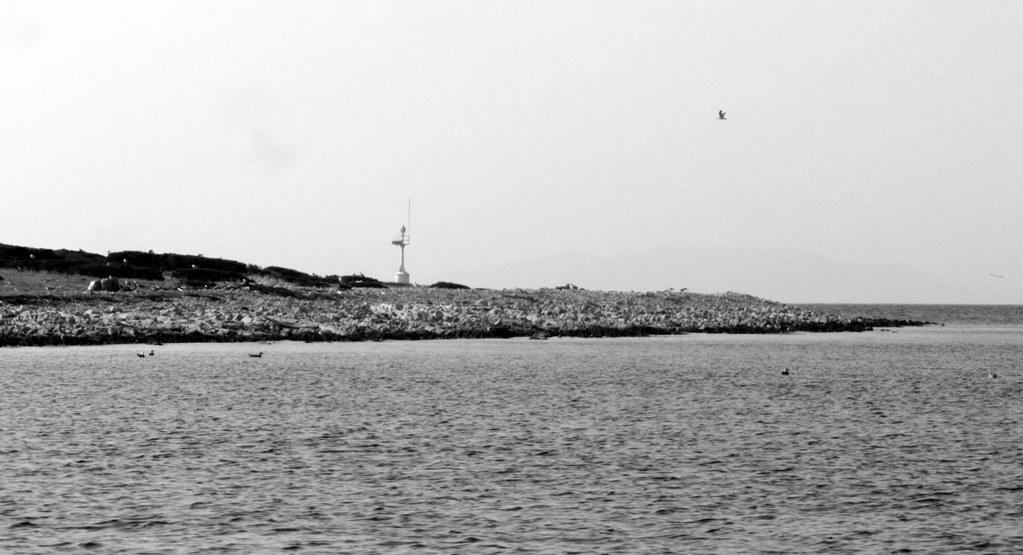
Punta sottile con il suo faro

Tra i promontori, oltre alle già citate estremità, sono degni di nota sono:
- punta Glavin[6] o punta Bora[21] (rt Glavina)[8] nel nordest di Unie;
- punta dei Sorci[22] (rt Mišnjak)[8] a sud dell'isolotto omonimo;
- rt Kujni[8] e punta Marazzid[6] (rt Maračol)[8] al centro della costa orientale;
- punta Unietta[6][23] (rt Vnetak)[8] a sud di punta Art, lungo la costa occidentale;
- punta Stiene[6] (rt Vele stiene)[8] nel nordovest di Unie.

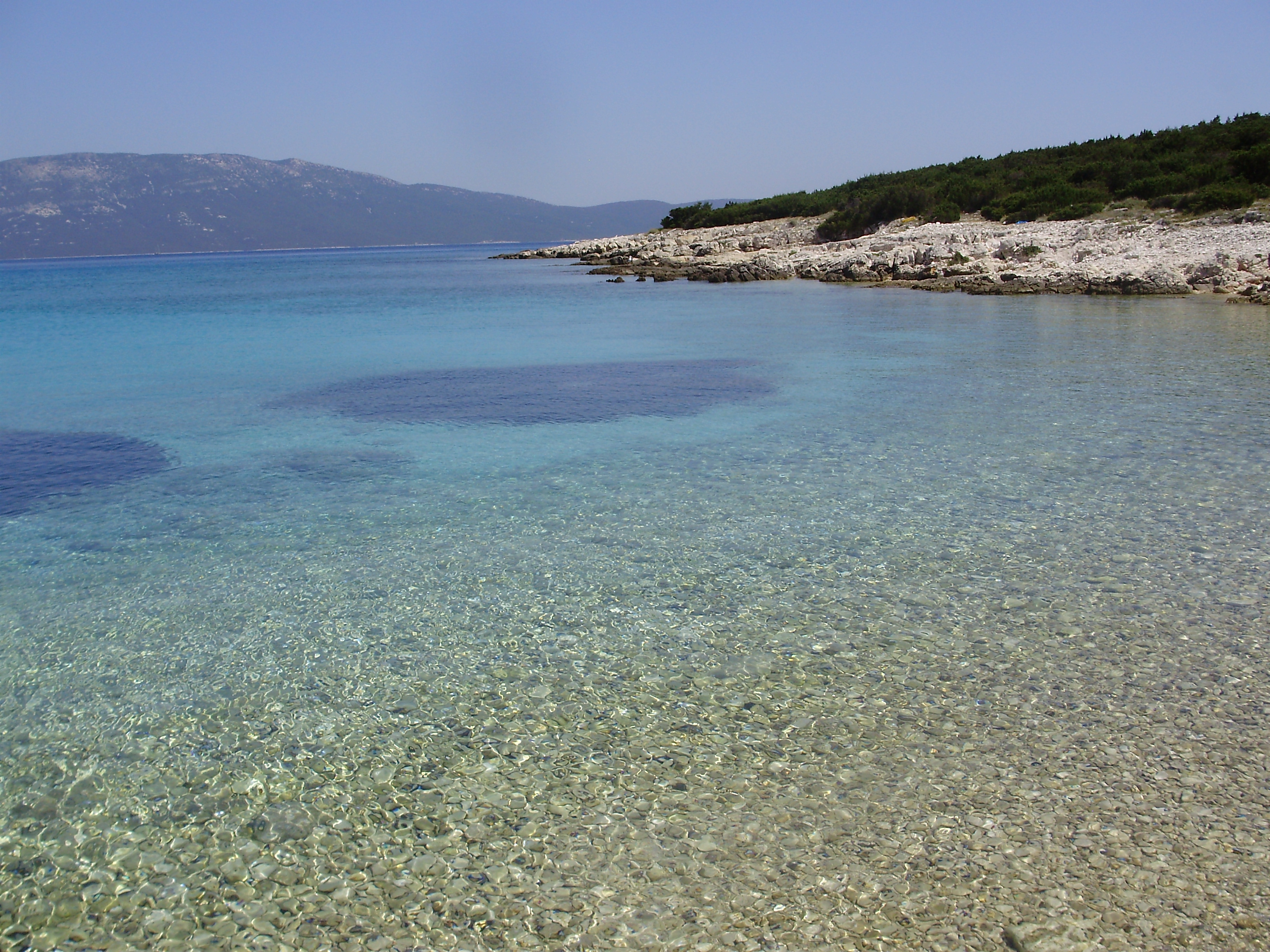
Le acque riparate di porto di Mezzo

Le insenature principali sono invece:
- valle di Unie[24] (uvala Unie)[8], la più ampia insenatura della costa occidentale su cui si affaccia l'insediamento omonimo;
- valle Golima[6] o Goligna[25] (uvala Goligna)[8], nel nordest, tra punta Sottile e punta Glavin;
- valle Scopali[6][26] (uvala Skopalj)[8] sempre a nordest, tra punta Glavin e punta Pesni;
- valle Fogon[6][27] (uvala Vognišća)[8], profonda insenatura tra punta dei Sorci e rt Kujni;
- porto di Mezzo[6] (uvala Podkujni)[8], insenatura a sud della precedente tra rt Kujni e punta Marazzid;
- porto Longo[6] (uvala Maračol)[8], altra profonda insenatura a sud di punta Marazzid;
- valle Uruglie[6][27] (uvala Vrulje)[8], insenatura della costa occidentale a est di punta Unietta.

Le acque costiere sono relativamente basse e di rado superano i 20 m di profondità. In alcuni punti la navigazione è resa pericolosa da secche molto basse come la secca Grossa (pličina Arbit), situata a circa 200 m a sudest di punta Grossa e profonda solamente 1,7 m.

### Geologia e orografia

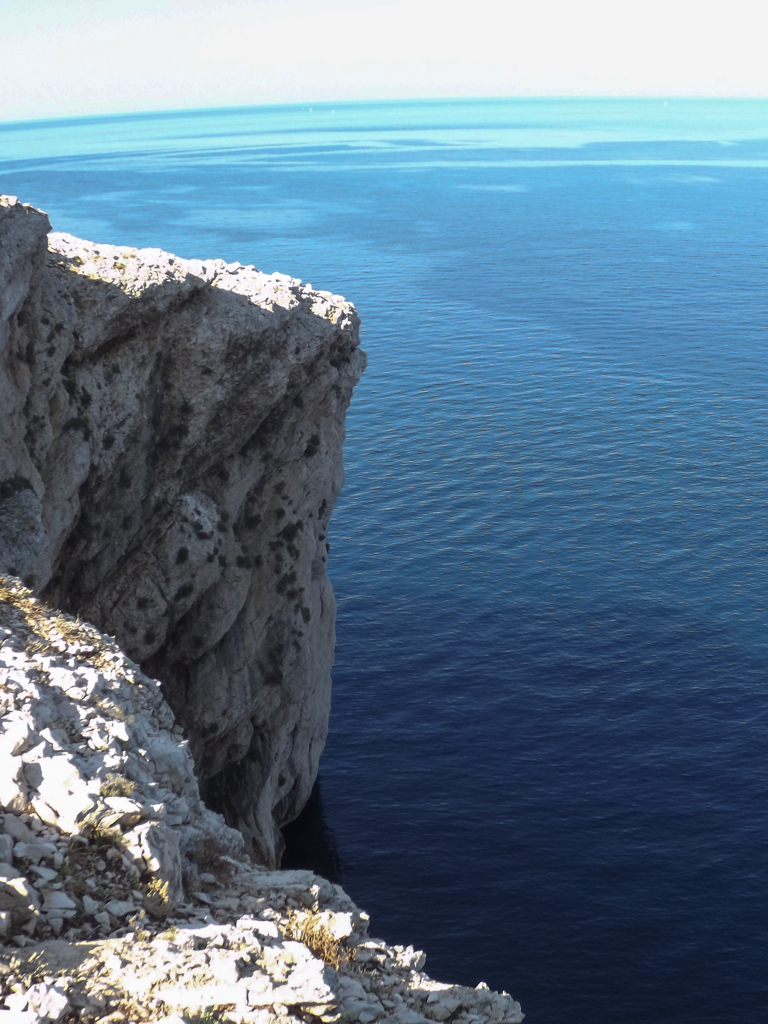
Le scogliere calcaree presso punta Stiene

Unie è un'isola dominata da colline con formazioni e processi a carattere carsico e fluvio-carsico. Le strutture geologiche principali sono rocce carbonatiche, che seguono l'orientazione delle Alpi Dinariche, con sostanziali differenze tra la zona di nordest e quella di sudovest. La parte nordorientale è dominata da rocce di calcare bianco del Cenomaniano, di dolomite e calcare grigio del Turoniano. A contatto con le due faglie del Cenomaniano e del Turoniano si può trovare traccia anche di calcare del Senoniano (Cretacico superiore).
La zona sudoccidentale è invece geologicamente più giovane e più complessa: a rocce calcaree del Terziario, presenti da punta Stiene fino a punta Grossa, si accompagnano sedimenti di loess del Pleistocene, presenti soprattutto nella pianura delle Poglie. Le prime sono calcari bruni con presenza di foraminiferi (in modo particolare Globigerina bulloides e G. bilobata), indice di bassa salinità nella zona che potrebbe corrispondere al "deposito Liburnico", un bacino di acqua dolce o salmastra sviluppatosi tra la fine del Paleocene e l'inizio dell'Eocene. Il loess, caratteristico di alcune isole vicine, come Sansego e Lussino, si è sviluppato durante un periodo interglaciale, quando i fiumi hanno abbondantemente depositato i sedimenti fuori dai loro letti. In seguito, durante un periodo glaciale asciutto, i fiumi si sono ritirati o sono scomparsi del tutto, lasciando al vento il compito di spargere il materiale. Analisi dei sedimenti hanno appurato che il loess di Unie è composto da scisto cristallino e verde e da anfiboliti.
Altra peculiarità di Unie è un altro tipo di calcare con presenza di foraminiferi tipico della costa, meno compatto del precedente e talvolta raccolto in conglomerati, in cui si possono trovare tracce di corallo, briozoi, idrozoi e gusci di molluschi. Questo tipo di formazione non è presente né nel Quarnero né in Dalmazia e, Unie a parte, si trova solo nell'Istria orientale. In passato questa roccia è stata estratta da delle cave vicine alla coste, una delle quali si trovava vicino all'insediamento di Unie.

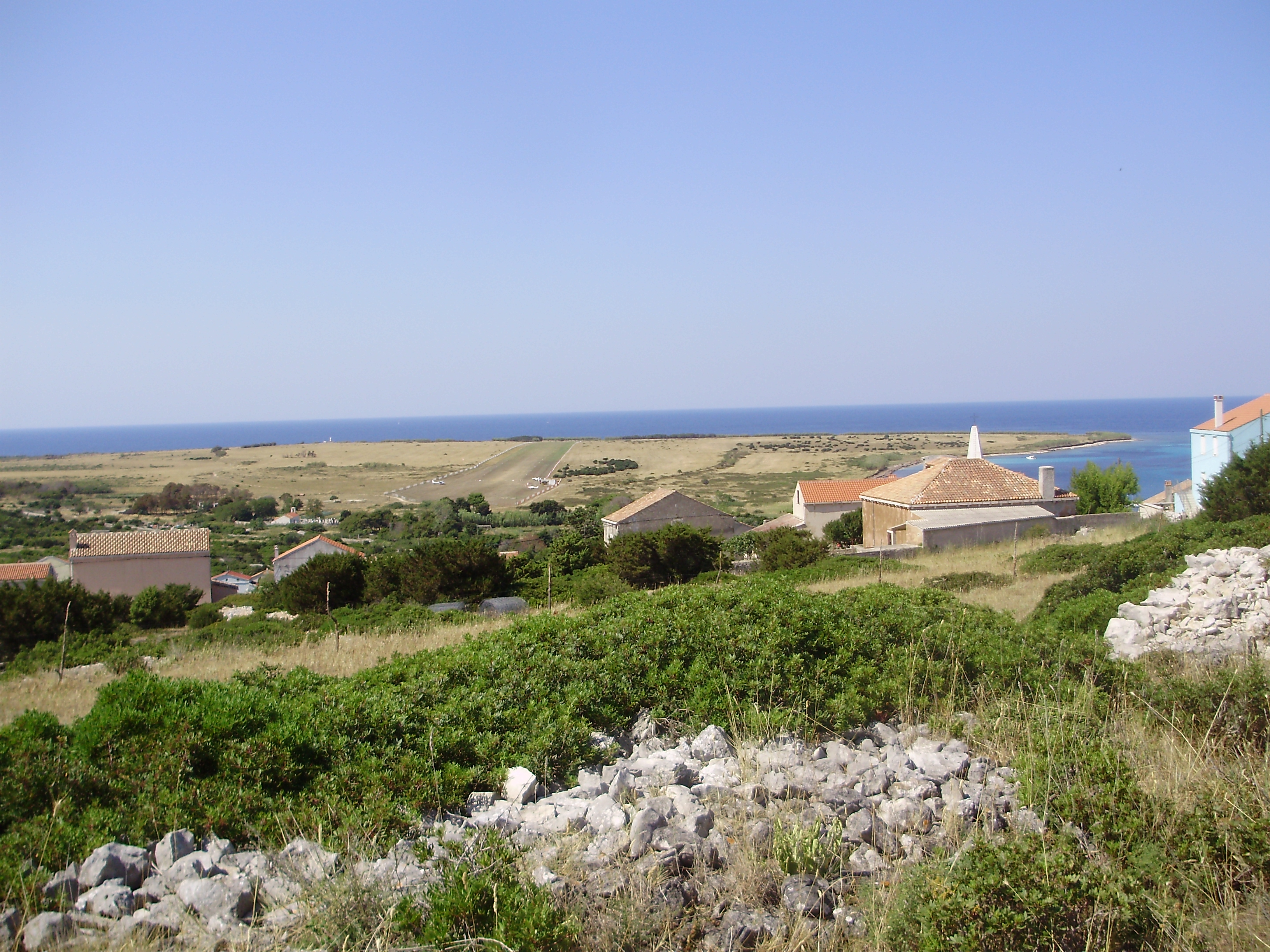
Veduta delle Poglie (in secondo piano) da un'altura sopra l'insediamento di Unie

L'isola è principalmente collinare, con rilievi che si aggirano attorno ai 100 m s.l.m., i maggiori dei quali si sviluppano in direzione nordovest-sudest, da punta Stiene a punta Grossa. Su quest'asse, oltre a Calc, partendo da sudest si incontrano: Turan di 127,2 m, Sicin (Sičin) di 108,3 m, monte Croce (Križ) di 109,5 m e Kambunara di 91 m. Altro sistema collinare, che corre parallelo al precedente ma più basso, è quello che va da Verigola (Hartina, di 93,3 m) a punta Marazzid. La parte settentrionale è invece formata da rilievi isolati come il monte Malandro (Malondarski) di 94,5 m e il monte Crivegne (Krivenje) di 76 m.

Nel sudovest si trova l'altopiano residuale delle Poglie, con un'altezza media di 5–12 m e punte massime di 15–16 m. Il terreno delle Poglie, come già detto ricco di loess, è molto fertile ed in passato è stato utilizzato per scopi agricoli come dimostrano gli svariati ritrovamenti nella zona. Nella parte costiera dell'altopiano si può osservare l'effetto dell'erosione che ha creato scogliere di appena 2 m, effetto attenuato parzialmente dalla presenza dei canneti.

### Idrografia
A causa del carattere carsico del suolo, l'isola manca di corsi d'acqua permanenti e laghi. Nelle sudest delle Poglie, occasionalmente durante la stagione piovosa, si viene a creare un breve corso d'acqua. Piccoli specchi d'acqua, importanti in passato per il loro uso nell'irrigare i campi o abbeverare il bestiame, sono oggi invasi da vegetazione idrofila e visitati da uccelli di passo.

### Clima
A causa della sua posizione esterna nell'arcipelago quarnerino, il clima di Unie si avvicina maggiormente a quello delle isole dalmatine settentrionali piuttosto che a quello delle altre isole del Quarnaro. Nonostante non ci siano costanti misurazioni meteorologiche, ciò è appurabile dal tipo di vegetazione mediterranea e dalla quantità di precipitazioni annue che, in media, si aggirano attorno ai 940–1060 mm. I mesi più piovosi sono settembre, ottobre e novembre (oltre 100 mm di pioggia), il più secco è luglio (>40 mm). Le precipitazioni non hanno comunque un forte impatto sull'isola, per via del terreno carsico e permeabile che fa scivolare via l'acqua o la convoglia nel sottosuolo.

Altro fattore importante nel condizionare il clima è il mare, che tende ad innalzare le temperature medie invernali rispetto alla zona settentrionale del Quarnaro; in estate invece il calore è mitigato dal maestrale. La bora è il vento che spira più spesso sull'isola, ma i suoi effetti sono attenuati dalla barriera naturale formata dalle isole di Cherso e Lussino, mentre i venti che spirano da ovest raramente si trasformano, soprattutto d'estate, in brevi e violente tempeste, pericolose per la navigazione lungo la costa occidentale.

### Flora e fauna

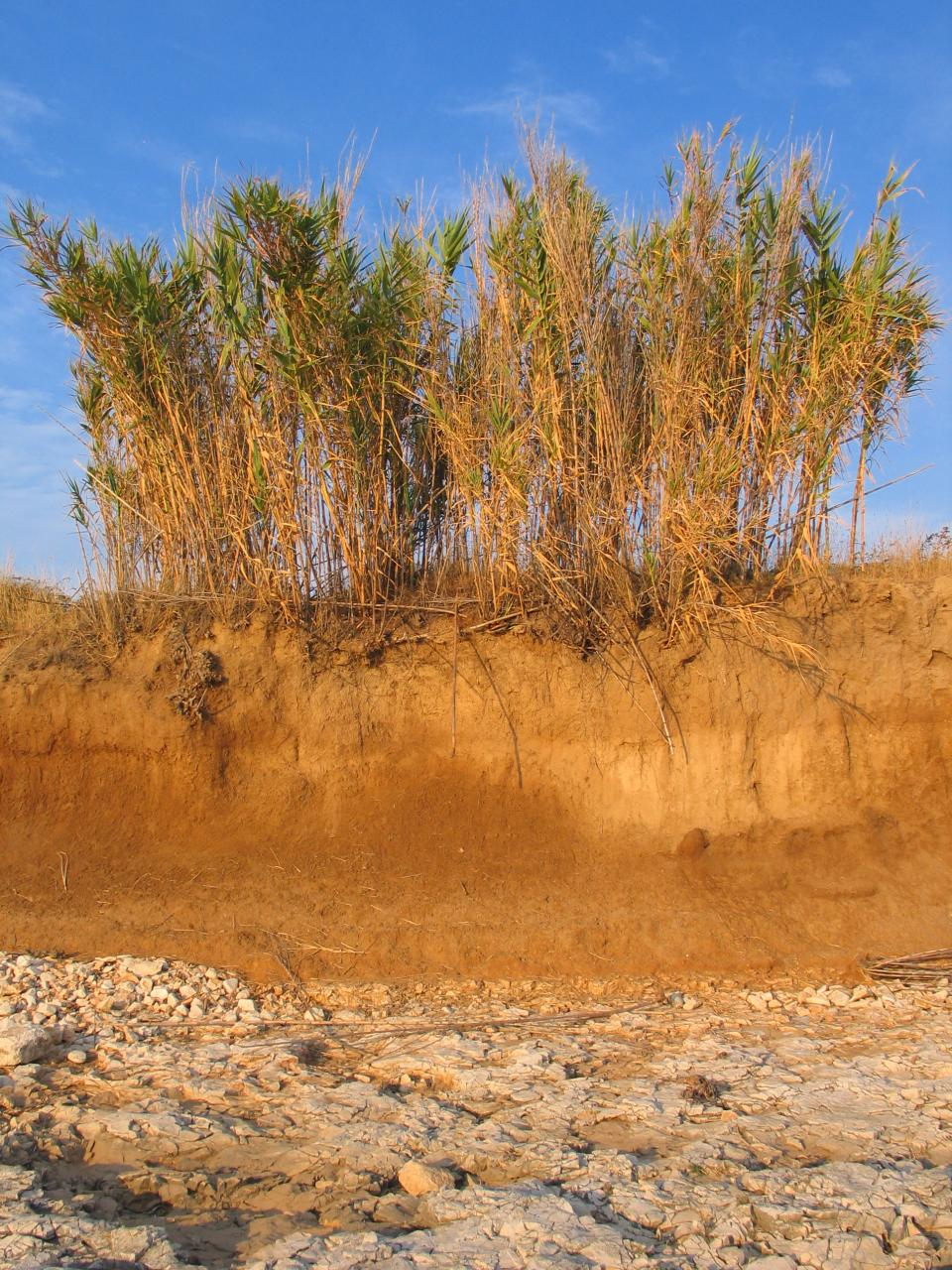
Canneto sulla costa di Unie

La vegetazione dominante di Unie include specie tipiche della flora mediterranea e del sud Europa e differisce dalle vicine isole del Quarnaro per la quasi totale mancanza di piante decidue. La macchia mediterranea, forma degradata delle originali foreste sempreverdi di leccio, è largamente diffusa, così come l'olivo e la vite. Grazie alla riforestazione, in alcune zone crescono anche pini di Aleppo. Dal punto di vista della distribuzione delle piante, l'isola può essere divisa in due zone: la prima a nord e la seconda a sud della collina Kambunara. A nord cresce soprattutto macchia, con specie relative alle fitocenosi Quercetum ilicis adriaprovincialis e Myrto-Quercetum ilicis, come il terebinto, il viburno tino, il corbezzolo, l'ilatro, l'Erica arborea e l'asparago. A sud è più sviluppata la gariga, con specie come il rosmarino, l'alloro e la tamerice comune, oltre a numerose varietà di fiori. Sull'isola si trovano anche alberi di fico, di susino europeo, di pesco e di sorbo.
Tra le specie faunistiche sono comuni fagiani, starne, quaglie e lepri, distribuite su terreni di caccia a sudovest. Presso le scogliere di punta Stiene nidificano diverse specie di rondoni (Apus apus, Tachymarptis melba e Apus pallidus) e il falco pellegrino. Nei pochi e piccoli specchi d'acqua si possono invece osservare diverse specie di uccelli di passo tra cui l'avocetta e la beccaccia di mare.

### Isole adiacenti
- Samuncel (Samunćel), isolotto nel nordovest di Unie;
- Isolotto dei Sorci (Mišnjak), isolotto nel nordest di Unie, tra punta Pesni e punta dei Sorci;
- Scolietto (Školjić), scoglio nella parte occidentale della valle di Unie, nei pressi di punta Art.

## Storia

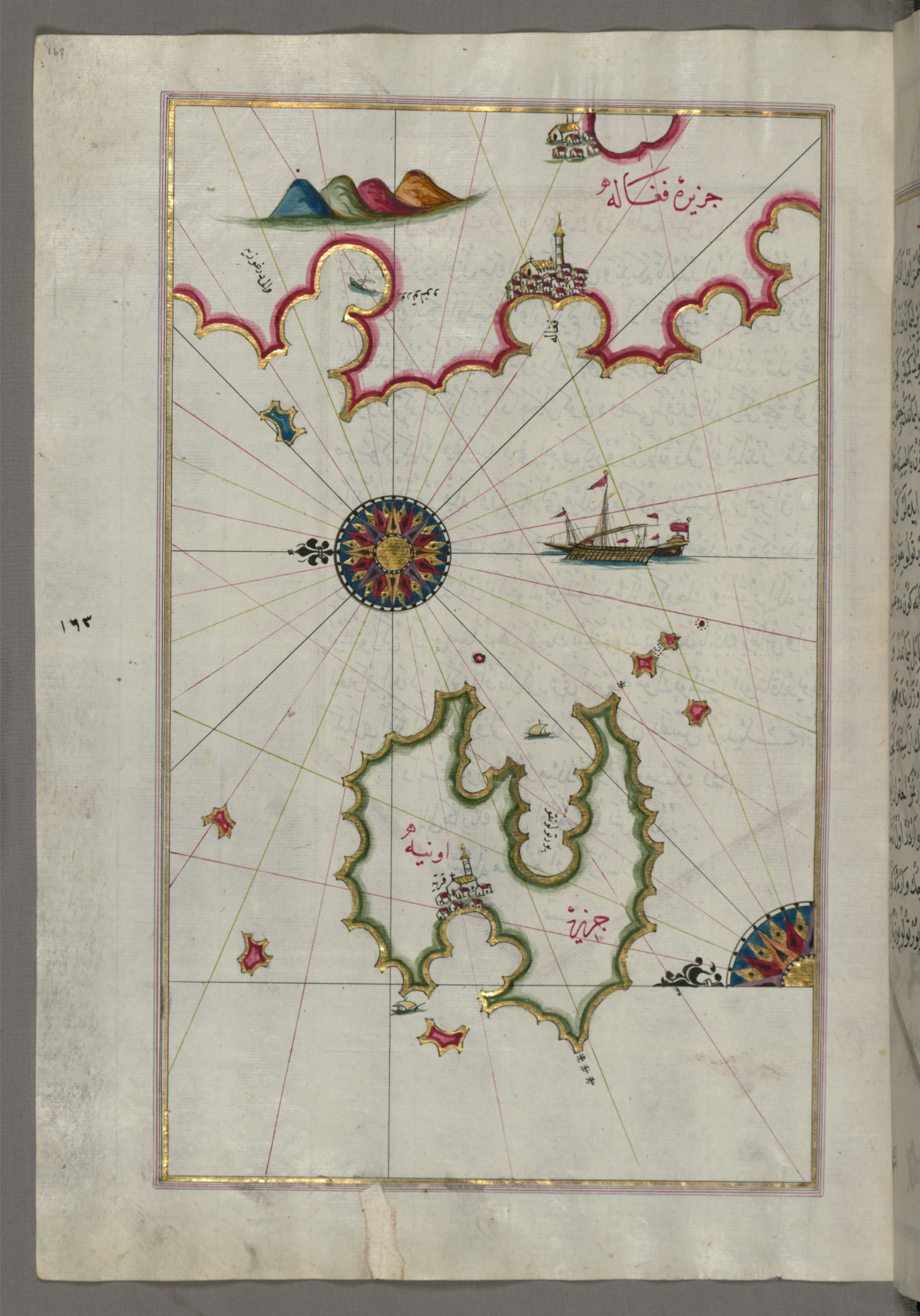
Una delle mappe di Piri Reìs in cui appare Unie, qui posta a sud di Lussino

Come dimostrano i resti dei castellieri sulle colline di Turan, Kaštel e monte Malandro, le tribù illiriche abitarono l'isola tra l'età del Bronzo e l'età del Ferro.

Del periodo romano rimangono i resti di una villa rustica nella parte sudorientale delle Poglie, presso l'insenatura di valle Uruglie, e le tracce di un esteso oliveto, di vigneti, di case rurali e pozzi indice di un'intensa attività agricola.

In seguito fu occupata dai Croati, che dal 1102 si unirono al Regno d'Ungheria diminuendo al contempo la presa sulle isole del Quarnaro a causa dello spostamento verso est del centro di attività politica. Questo fattore favorì l'ascesa nell'Adriatico della Repubblica di Venezia che si impossessò pienamente dell'isola nel XIV-XV secolo.

Nel XVI secolo la minaccia dei Turchi fece emigrare verso nord alcune popolazioni croate. Alcuni cognomi presenti oggi su Unie, tipici della zona costiera della Dalmazia sudorientale, potrebbero essere indice di questa migrazione forzata. Gli stessi pirati turchi attaccarono e si fermarono sull'isola. A dimostrazione di questo interesse, basti guardare alle mappe dell'ammiraglio e cartografo Piri Reìs (in particolare, il frammento del 1526, chiamato Uniye adasi), dove sono indicati i rilievi e i punti di ormeggio principali di Unie.
L'isola rimase comunque sotto il controllo di Venezia fino alla sua caduta nel 1797 e in seguito passò, come gran parte del Quarnaro, sotto il governo dell'Impero austro-ungarico (1779-1805), sotto quello francese (1805-1813) e di nuovo sotto quello austro-ungarico (1813-1918). Nel 1920, con il trattato di Rapallo, si stabilì la sua annessione all'Italia insieme ad altre isole del Quarnaro come Lussino e Cherso.
Abbandonata dalle guarnigioni italiane nel settembre 1943, fu occupata dapprima dai partigiani jugoslavi e poco dopo dai tedeschi che il 15 ottobre 1943 la incorporarono nelle Province italiane occupate che formarono l'Adriatisches Küstenland. I tedeschi la mantennero fino allo sbarco britannico il 20 aprile 1945. Passò alla Jugoslavia nel (1947) e, dopo la sua dissoluzione, alla Croazia (1991).
Nel 1978, la compagnia agricola di Lussinpiccolo Jadranka costruì nelle Poglie alcune strutture per la produzione agricola intensiva e per l'allevamento, che portò ad un piccolo incremento della popolazione. Nel 1979 fu portata per la prima volta l'elettricità sull'isola e negli anni successivi iniziarono a funzionare la scuola, la stazione di commercio, le poste e la centrale elettrica.

## Geografia politica

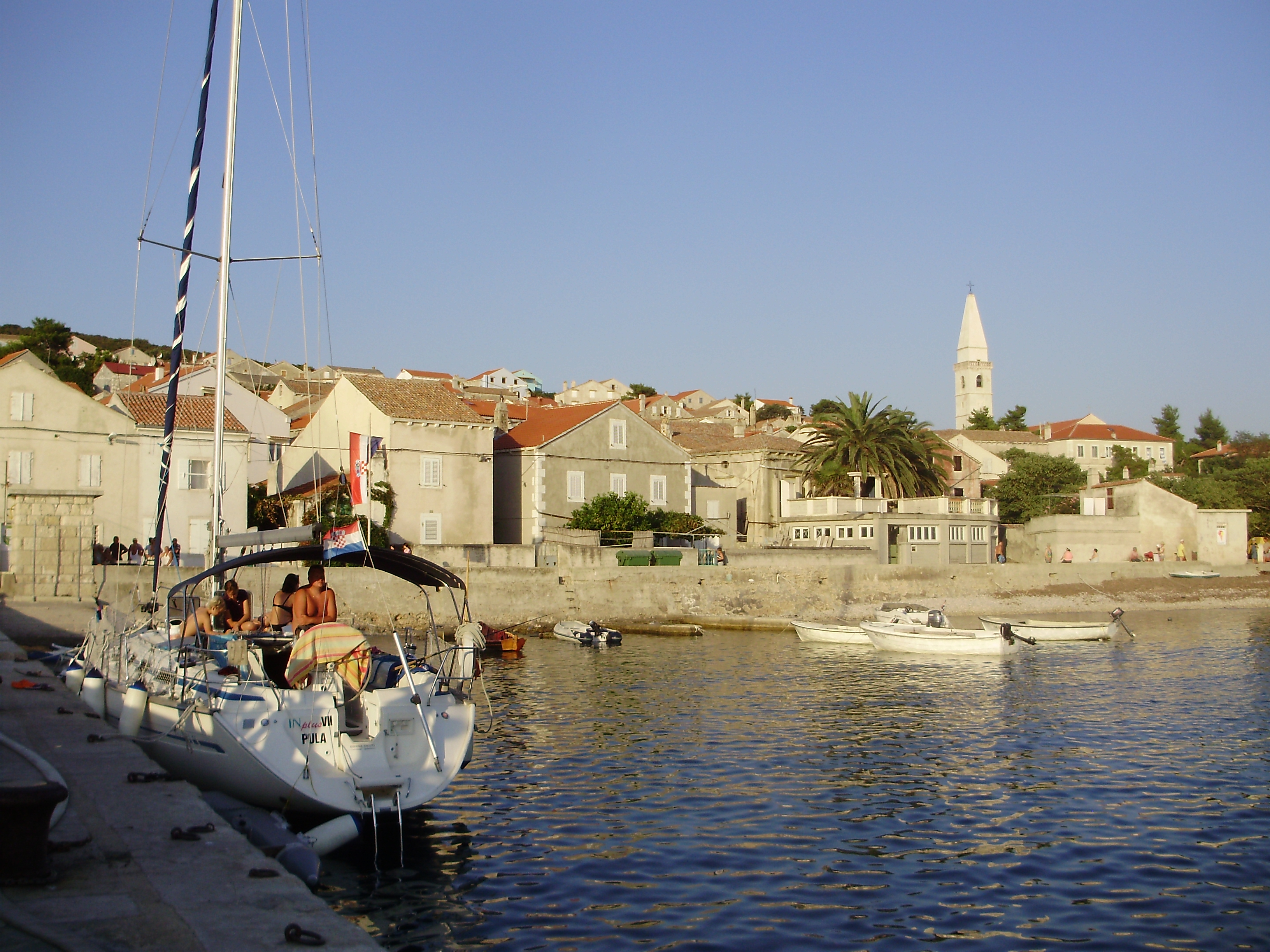
Il villaggio di Unie visto dal suo molo

Al censimento 2011, la popolazione permanente è di 88 persone ed è concentrata nell'unico abitato dell'isola, il villaggio di Unie, che si trova in una baia poco protetta lungo la costa ovest; durante la stagione turistica l'isola raggiunge invece circa 400 abitanti.
All'inizio del XX secolo, la popolazione si aggirava attorno ai 700 abitanti, con un picco di 783 al censimento del 1921. Dopo la seconda guerra mondiale c'è stato però un costante calo che ha avuto il suo minimo al censimento del 1991 con la registrazione di 81 abitanti residenti.
La lingua principale su Unie è il dialetto ciacavo centrale, nella sua forma icavo-ecava. Tutte le persone oltre 60 anni parlano il dialetto veneziano oltre a quello ciacavo.
Unie è dotata di un piccolissimo aeroporto (sterrato) nella parte settentrionale delle Poglie ed è raggiungibile via mare da Fiume, Lussinpiccolo e, d'estate, da Pola.
Nel villaggio c'è la chiesa di Sant'Andrea, costruita nel 1810 e consacrata l'anno successivo e appena fuori ci sono la cappella di Santa Maria Vergine e un'altra cappella con cimitero.
Presso l'insenatura di porto Longo si trova un frequentatissimo punto di approdo per imbarcazioni da diporto.

### Turismo
In estate l'isola si anima, oltre che per il turismo, anche per i molti emigrati e figli di emigrati che ritornano da tutto il mondo per le vacanze. Sono presenti sloveni, austriaci e italiani, che apprezzano le bellezze naturalistiche che l'isola offre. Per gli appassionati di passeggiate e trekking ci sono percorsi segnalati che permettono di raggiungere luoghi caratterizzati da una natura incontaminata.
Oltre ad una piccola bottega ed un forno, sull'isola sono presenti bar e ristoranti. Gli abitanti del luogo affittano camere e case ai turisti per la stagione estiva.